# Wolfgang Jonas (Historiker)
Ernst Wolfgang Jonas (* 23. April 1926 in Berlin; † 2010) war ein deutscher Wirtschaftshistoriker. Der Schüler von Jürgen Kuczynski beeinflusste in der DDR maßgeblich die dortige Historiografie zur Geschichte der Produktivkräfte. Er prägte außerdem die These vom „Kernprozess“ der Industriellen Revolution.

## Leben
Jonas studierte ab 1949 Wirtschaftsgeschichte an der Humboldt-Universität in Ost-Berlin. Er schloss sein Studium als Diplom-Wirtschaftler ab und promovierte im Dezember 1955 bei Jürgen Kuczynski und Elisabeth Giersiepen zum Dr. rer. oec. mit der Schrift Kriegsverbrecherkonzern Mansfeld AG zur Lage der Bergarbeiter im Mansfelder Kupferbergbau 1920 bis 1932. Anschließend wurde er Arbeitsleiter in der Abteilung Wirtschaftsgeschichte am Institut für Geschichte der Deutschen Akademie der Wissenschaften zu Berlin.
Im April 1962 habilitierte sich Jonas zur Geschichte des Vereins Deutscher Ingenieure bei Jürgen Kuczynski und Kurt Braunreuther. Von 1964 bis 1970 wirkte er als Chefredakteur des Jahrbuchs für Wirtschaftsgeschichte. Ab 1965 amtierte er als stellvertretender und ab 1969 als Direktor des Instituts für Wirtschaftsgeschichte der Deutschen Akademie der Wissenschaften. 1968 erhielt er dort eine Professur. Im August 1977 trat er krankheitsbedingt von seinem Posten zurück. Jonas war seit 1972 korrespondierendes und seit 1974 ordentliches Mitglied der Akademie der Wissenschaften der DDR.

## Werk
Jonas gehörte zu den Protagonisten der Wirtschafts- und Technikgeschichte der DDR und gilt als „Lieblings“-Schüler Jürgen Kuczynskis. Auf Anregung Kuczynskis, der die Betriebsgeschichte stärken wollte, untersuchte er die Arbeitsbedingungen im Mansfelder Kupferbergbau, die mit den Arbeitsbedingungen der DDR zu kontrastieren waren. Die Erlebnisberichte Mansfelder Kumpel, die Jonas gesammelt hatte, entsprachen jedoch nicht den ideologischen Vorstellungen der SED. Der Band wurde nach dem Druck wieder eingezogen.
Maßgeblich beteiligt war Jonas an der Entwicklung der Technikgeschichte in der DDR. So gehörte er 1957 zu den treibenden Kräften beim Aufbau des Arbeitskreises für Produktivkraftgeschichte. Jonas ordnete die Geschichte der Technik der „Geschichte der Produktivkräfte“ unter. Er kritisierte dabei nicht nur die bürgerliche Technikgeschichte, weil sie den gesellschaftlichen Institutionen keine Entscheidungsmaßstäbe an die Hand gebe, sondern wandte sich auch gegen eine selbständige Technikgeschichte, wie sie der sowjetische Historiker Semjon Wiktorowitsch Schuchardin vertrat, weil dies die Frage nach einer Gesetzmäßigkeit der Entwicklung der Produktivkräfte hemme. In einem 1978 erschienenen Aufsatz scheint er seine Haltung gegenüber der Technikgeschichte zumindest teilweise revidiert zu haben.
Ein von Jonas in den 1970er Jahren maßgeblich geplantes, auf mehrere Bände angelegtes Forschungsprojekt zur Geschichte der Produktivkräfte im 19. Jahrhundert, für das unter seiner Leitung allein 14 Komplexe mit zahlreichen Forschungsthemen zur Zeit von 1800 bis 1870 vorgesehen waren, konnte in der ursprünglich angelegten Form nicht realisiert werden. Die Leitung des Arbeitskreises übernahm nach Jonas’ Erkrankung Karl Lärmer.
Jonas entwickelte die These vom „Kernprozess“ der Industriellen Revolution, den er im Übergang von der Dominanz der Handarbeit zur Vorherrschaft der Maschinenarbeit verortete. Damit vermittelte er nicht zuletzt gegenüber Kritik an der Marxschen These, wonach die Industrielle Revolution von den Werkzeugmaschinen ausgegangen sei. Jonas wandelte sein Verständnis der Verbindung von industrieller Entwicklung und Kapitalismus zudem insofern ab, als er 1975 gegenüber Kuczynski darauf hinwies, dass aus technischen Revolutionen nicht immer eine Revolution der Produktivkräfte folgen müsse.
Als Mitverfasser und Herausgeber einer Geschichte der Produktivkräfte (Die Produktivkräfte in der Geschichte, Bd. 1, 1969) gehörte Jonas zu den DDR-Autoren bzw. war Teil der Autorenkollektive, welche der marxistisch geprägten Technikgeschichtsschreibung der DDR Deutungshoheit gegenüber der westdeutschen Technikgeschichtsschreibung verschafften. Tatsächlich wurden 1972 Passagen seines gemeinsam mit Valentine Linsbauer und Helga Marx verfassten Buches von dem Bochumer Technikhistoriker Albrecht Timm in dessen Einführung in die Technikgeschichte plagiiert.

## Schriften (Auswahl)
- Kriegsverbrecherkonzern Mansfeld AG. Diss., Humboldt-Univ. 1955 (DNB 480549192).
- Das Leben der Mansfeld-Arbeiter 1924 bis 1945. Verlag Tribüne, Berlin 1957.
- Erlebnisberichte der Mansfeld-Kumpel. Verlag Tribüne, Berlin 1957.
- Zur Diskussion über die Rolle der Naturwissenschaften und technischen Wissenschaften für die Produktion. In: Jahrbuch für Wirtschaftsgeschichte. Nr. 1, 1960, S. 165–169.
- Zur aktuellen Bedeutung der Arbeiten Friedrich Engels' über die Lage der Arbeiter. In: Wirtschaftswissenschaft. 9, Nr. 4, 1961, S. 502–510.
- mit Johannes Rekus: Die Kraft der Gemeinschaft. 15 Jahre Kammer der Technik. Kammer der Technik, Berlin 1961.
- Über Probleme der Geschichte der Produktivkräfte. Akademie-Verlag, Berlin 1964.
- Zum Problem Ideologie und Produktivkräfte zur Zeit der industriellen Revolution. In: Jahrbuch für Wirtschaftsgeschichte. Nr. 2/3, 1964, S. 91–108.
- mit Chung-Ping Yen u. Jürgen Kuczynski: Die Lage der Arbeiter in der Baumwollindustrie Shanghais. Insbesondere in den englischen Fabriken. Akademie-Verlag, Berlin 1964.
- Einige Aspekte der Wandlung der menschlichen Produktivkraft in der industriellen Revolution des Kapitalismus. Ein Beitrag zur Diskussion. In: Jahrbuch für Wirtschaftsgeschichte. Nr. 3, 1969, S. 121–125.
- mit Valentine Linsbauer und Helga Marx: Die Produktivkräfte in der Geschichte. Band 1: Von den Anfängen in der Urgemeinschaft bis zum Beginn der Industriellen Revolution. Dietz, Berlin 1969.